# Pieter Roelof Gerbrands
Pieter Roelof Gerbrands (Manado (Celebes, Nederlands-Indië), 7 juli 1919 – Voorburg, 11 september 1999) was tijdens de Tweede Wereldoorlog een Nederlandse verzetsstrijder en na de oorlog medewerker van de Binnenlandse Veiligheidsdienst (BVD) en de Buitenlandse Inlichtingendienst (BID).

## Engelandvaarder
Piet Gerbrands werd in Londen opgeleid tot agent bij het Bureau Inlichtingen (BI). Het BI werkte nauw samen met de Engelse Secret Intelligence Service (SIS). Na zijn opleiding tot radiotelegrafist was hij gereed om boven bezet Nederland te worden geparachuteerd.

## Terug naar Nederland
Gerbrands en Bergman zouden in de nacht van 23 op 24 maart 1943 boven bezet Nederland worden geparachuteerd. Toen de piloot van de viermotorige Handley Page Halifax bommenwerper van de RAF, op dinsdag 23 maart 1943 om 2300 uur, ter hoogte van de Nederlandse kust in noordwestelijk Friesland, het luchtruim van Nederland binnenvloog was het mistig. De piloot liet weten dat het doel door slecht zicht niet kon worden waargenomen. Het toestel wijzigde koers bij de Afsluitdijk in de richting van Noord-Holland.

### Een voltreffer
In de omgeving van de Afsluitdijk werd het toestel door Duits FLAK-afweergeschut onder vuur genomen. Aan boord stonden enkele zakken sabotagemateriaal. De zakken werden op een pinpoint boven Limmen afgeworpen. Vervolgens wijzigde het toestel de koers naar Friesland. De machine was aan bakboordzijde getroffen. Er ontstond brand door kortsluiting. Het boordpersoneel probeerde de vlammen met brandblussers te blussen. Voor ze daarin slaagden werd het toestel door een Duitse nachtjager aangevallen en neergehaald. Kennelijk was de bommenwerper door de nachtjager opgewacht. De aankondiging via de radiozender van Radio Oranje dat een afwerpterrein in de omgeving van Limmen in gereedheid diende te worden gebracht, om materiaal te ontvangen, had de Duitse luchtafweer in staat van verhoogde paraatheid gebracht.

### De landing op het IJsselmeer
Een voltreffer van de Duitse nachtvlieger maakte de machine onbestuurbaar. In steile duikvlucht viel de bommenwerper in het IJsselmeer. Gerbrands raakte door de klap even buiten bewustzijn. Bergman was door een kogel van de nachtjager dodelijk getroffen. Ter hoogte van Enkhuizen maakte het toestel op het water van het IJsselmeer een noodlanding en bleef drijven. De zevenkoppige Britse bemanning en Gerbrands kropen door het noodluik van het toestel naar buiten. De stervende Bergman lieten ze in het toestel achter. In een rubber reddingsvlot brachten de mannen zich in veiligheid. Onderweg ontdeed Gerbrands zich van zijn parachute. Hij wierp zijn bagage en uitrusting overboord. Enkele kilometers voor de kust kwam de mist opzetten. De mannen in het vlot konden zich niet oriënteren. Ze dobberden hulpeloos op de golven. Tegen de ochtend werd het vlot door een stuurman van een vrachtschip van de Stanfrieslijn opgemerkt. Ter hoogte van Enkhuizen werden de mannen aan land gezet en aan de politie en later aan de Sicherheitsdienst (SD) overgeleverd. Gerbrands zag kans om te ontkomen.

## De opdracht
Gerbrands en Bergman hadden van het BI in Londen de opdracht gekregen om een koeriers- en ontsnappingslijn over de Pyreneeën tot stand brengen. De spionageberichten die op microfotofilm waren vastgelegd dienden langs deze route bij het Nederlandse consulaat in Madrid te worden afgeleverd. 

### Plaats van tewerkstelling
Via Hoorn reisde Gerbrands naar Amsterdam. In Amsterdam bezocht hij zijn contactpersoon van "Fiat Libertas". Hij vertrok naar Den Haag. Door de politie-inspecteur K.C.H. De Pous van de spionagegroep Albrecht werd Gerbrands in Den Haag aan een onderduikadres geholpen. De Pous bracht Gerbrands in contact met agent Henk de Jonge die in de nacht van 11 op 12 maart 1943 boven bezet Nederland was geparachuteerd. Bij het BI in Londen was van de beide agenten geen bericht van hun veilige aankomst aangekomen en vreesde men het ergste. 
Het vliegtuigongeluk van Gerbrands en Bergman was inmiddels bij het BI bekend. Gerbrands had met een geleende RT-set diverse pogingen ondernomen om in radiotelefonisch contact met de operator van het BI te komen. De operator zat in een verkenningsvliegtuig van de RAF. Het vliegtuig cirkelde op afgesproken tijden boven de wijde omgeving van Den Haag. De "radiostilte" had een praktische oorzaak. De afstand tussen de zender en het vliegtuig was te groot. Een tijd later meldde De Jonge via de zender van de verzetsgroep het "Zwaantje" vanuit Delfzijl dat "Albrecht" en Gerbrands veilig waren aangekomen. Tijdens zijn radiocontacten met het BI maakte Gerbrands gebruik van de codenamen Pieter, Maurice, Kees Verhoef en Kees Gerards. Tijdens zijn contacten in "het veld" gebruikte hij de schuilnaam Piet J.A. Maartens.

### Nout Bergman
Een patrouille van de Kriegsmarine vond het lijk van Bergman. Onder een vastgelijmde zool in een van zijn schoenen werd een foto ontdekt van majoor Jan Marginus Somer, het hoofd van het BI in Londen. Deze foto had moeten dienen als identificatie bij een familielid van de vrouw van Somer, burgemeester Van Veen van Aalten. Ook Gerbrands was in bezit van zo'n foto. De dienst van Joseph Schreieder probeerde Gerbrands op het spoor te komen hetgeen mislukte.

### Het contact met "Fiat Libertas"
Om een koeriers- en ontsnappingslijn over de Pyreneeën tot stand brengen nam Gerbrands contact op met Jet Roosenburg en Nel Lind van "Fiat Libertas". De organisatie stond in regelrechte verbinding met een passeurslijn voor geallieerde piloten. Via Limburg en België stonden ze in contact met de "Witte Brigade". Het was een koeriers- en ontsnappingslijn waar Rooms Katholieke geestelijken hun hulp aan verleenden. Voor Gerbrands was het mogelijk de "koerierslijn A" op te zetten. Nadat Gerbrands naar Engeland was vertrokken werd zijn opdracht door zijn broer en andere medewerkers van "Fiat Libertas" voortgezet.

## Terug naar Engeland
Met enkele andere Nederlanders volbracht Gerbrands in september 1943 de zware voettocht door de Pyreneeën. Aan de Spaanse zijde werd de groep door leden van de Guardia Civil opgewacht. Gerbrands negeerde een teken van een onderofficier en werd door leden van de Guardia Civil onder vuur genomen waarbij hij door een kogel in zijn hand werd getroffen. Gewond werd hij naar het ziekenhuis afgevoerd. De maand december 1943 bracht hij in een vluchtelingenkamp door. Het microfotofilm materiaal dat hij onder zijn kleding had verborgen had hij weten te behouden. 
Op 6 december 1943 lukte het majoor Somer om Gerbrands uit het kamp vrij te krijgen. Hij nam Gerbrands mee naar Engeland. Somer schrok toen hij de sterk vermagerde en in zichzelf gekeerde Gerbrands terug zag. Gerbrands was er erg aan toe. Hij was zwaar aangeslagen door alles wat hij had meegemaakt. In Engeland werd hij, in de rang van tweede luitenant, tewerkgesteld als instructeur bij de agentenopleiding. Vanaf september 1944 maakte hij zich verdienstelijk als operator in verkenningsvliegtuigen van de Royal Air Force. De operators verzorgden het radiotelefonisch contact met de agenten van het BI die in bezet Nederland werkzaam waren en van een radio-telefonie set gebruik maakten.

## Na de oorlog: BVD en BID
Na afloop van de Tweede Wereldoorlog werd Gerbrands door Louis Einthoven gevraagd om bij de Centrale Veiligheidsdienst (CVD) te komen werken, waar hij hoofd van Kabinetsafdeling B werd en agenten en informanten runde, iets waar hij bij de opvolger van de CVD, de Binnenlandse Veiligheidsdienst (BVD), zeer succesvol mee werd. Samen met Herman "Hassan" Neervoort boekte Gerbrands vele successen in de strijd tegen het communisme, waarvoor beide internationale waardering oogsten. In de jaren zestig werd Gerbrands hoofd van Directie C van de BVD, maar geraakte steeds meer in de ban van de complottheorieën van KGB-overloper Anatoliy Golitsyn en CIA-contraspionagechef James Jesus Angleton en toen hij door Neervoort gepasseerd werd als plaatsvervangend hoofd van de dienst stapte Gerbrands in 1967 over naar de Buitenlandse Inlichtingendienst (BID).

## Onderscheidingen

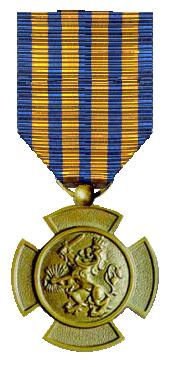
Bronzen Leeuw

- Bronzen Leeuw, KB nr.8 van 30 augustus 1948[3]
- Kruis van Verdienste, KB nr.11 van 25 februari 1943[4]
- Military Cross (VK), KB nr.48 van 29 maart 1945
- Bronze Star Medal (VS), General Orders nr.9 van 9 januari 1946